# Ходж, Джон (шотландский футболист)
Джон Ходж (англ. John Hodge; даты рождения и смерти неизвестны) — шотландский футболист, выступавший на позиции защитника. Родился в Стенхаусмюире. Начал карьеру в местном клубе «Стенхаусмюир». В июне 1913 года перешёл в английский клуб «Манчестер Юнайтед», где уже играл его родной брат Джеймс. В основном составе «Юнайтед» дебютировал 27 декабря 1913 года в матче против «Уэнсдей», выйдя на поле на позиции центрального хавбека на подмену Артуру Уолли. В начале сезона 1914/15 начал выступать на позиции правого защитника. В основном составе клуба провёл два «довоенных» сезона, после чего официальные турниры были прерваны в связи с войной. После окончания войны Джон вернулся в «Юнайтед», но в официальных матчах за клуб больше не сыграл и покинул команду в мае 1919 года. Всего сыграл за «Манчестер Юнайтед» 30 матчей.